# Сецессион
Сецессио́н (нем. Secession, Sezession, от лат. secessio — отделение, обособление) — название выставочной организации и нескольких групп молодых немецких и австрийских художников, которые в 1892 году в знак протеста против официального академического искусства вышли из состава мюнхенской выставочной организации «Хрустальный дворец» (нем. Glaspalast).
Этому событию предшествовали разногласия в среде берлинских художников в связи с Большой международной художественной выставкой 1891 года. Год спустя комиссия Союза берлинских художников отвергла картины Эдварда Мунка. В феврале 1892 года несколько живописцев во главе с Вальтером Лейстиковом, Францем Скарбиной и Максом Либерманом объединились в «свободное объединение по организации художественных выставок» и провели выставку «Одиннадцати», не покидая при этом Союз берлинских художников и принимая участие в ежегодном салоне — «Большой берлинской художественной выставке».

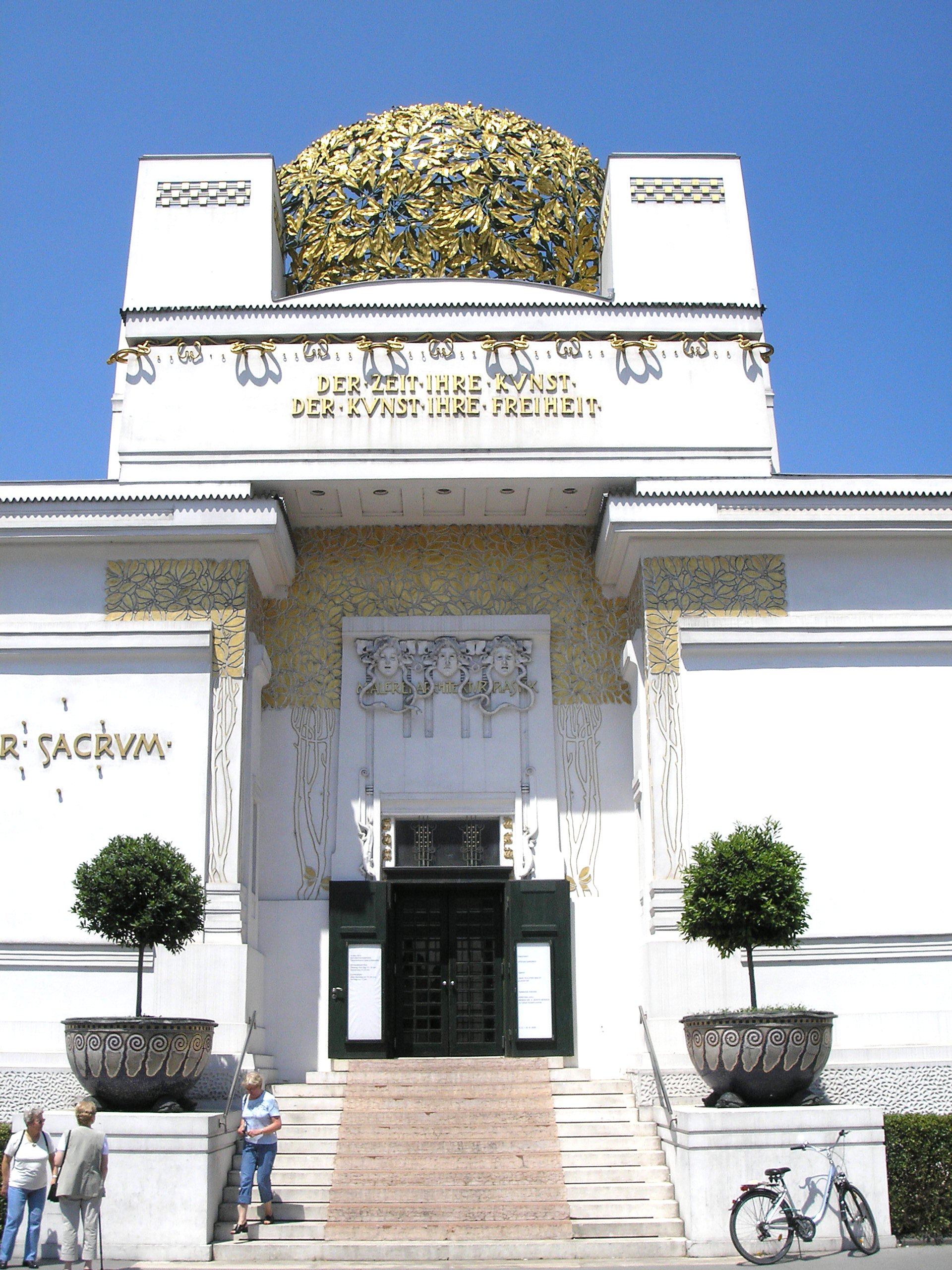
Вход в Дом Сецессиона

3 апреля 1897 года в Вене Густав Климт, Альфред Роллер, Коломан Мозер, Йозеф Хоффман, Йозеф Мария Ольбрих, Макс Курцвайль, Эрнст Штёр и другие художники решили порвать с консерватизмом и традиционными понятиями в искусстве, ориентированными на академизм и историзм. Примером для них стали Берлинский и Мюнхенский сецессионы. Поводом для создания организации, которая вначале называлась «Объединение художников Австрии», послужил отказ принять работы Густава Климта на академическую выставку в венском Доме художников. Почётным председателем нового объединения был избран Рудольф фон Альт.
В Вене по проекту Йозефа Ольбриха, ученика Отто Вагнера, возведён похожий на храм выставочный павильон, который своими кубическими формами резко отличается от респектабельных дворцов венской улицы Рингштрассе. Здание Сецессиона венчает ажурный купол, сверкающий на солнце тысячами золочёных лавровых листьев, символизирующих молодость искусства. Над входом, золотыми буквами начертан девиз Сецессиона, придуманный венским критиком и историографом движения Людвигом Хевеши: «Der Zeit Ihre Kunst, Der Kunst Ihre Freiheit» (Каждому времени своё искусство, каждому искусству своя свобода). Слева от входа имеется также надпись: «Ver Sacrum» (с лат. — «весна священная») — название альманаха, который издавал Рудольф фон Альт. В журнале «Ver Sacrum» молодые австрийские художники придумали ещё один девиз: «Воскресить искусство в Австрии и Австрию через искусство».
Стремление художников «Сецессиона» обновить искусство имело важное значение в формировании общеевропейского стиля модерн, который во Франции и Бельгии называли ар нуво (новое искусство), а в Германии и Австрии — югендштиль (молодой стиль). Аналогичное значение имели Дахауская колония живописцев (основанная в 1893 году), Дармштадтская колония художников (действовавшая в 1899—1914 годах), а также Школа Глазго и Венские мастерские.
Однако и Сецессион показался некоторым художникам слишком консервативным. В 1907 году группа берлинских экспрессионистов организовала «Новый Сецессион». В странах Восточной Европы, также испытавших влияние немецко-австрийских сецессионистов, получила распространение другая форма названия: «Сецессия» (пол. Secesja).